# Drapacz (Silésie)
Pour les articles homonymes, voir Drapacz.
Drapacz (prononciation : [ˈdrapat͡ʂ]) est une localité polonaise de la gmina de Herby, située dans le powiat de Lubliniec en voïvodie de Silésie.